# Josie (Marvel Comics)
Josie è un personaggio della Marvel Comics, proprietaria dell'omonimo bar di Hell's Kitchen, New York.

## Storia editoriale
Josie e il suo malfamato bar appaiono per la prima volta nell'albo 160 della serie Daredevil nel maggio del 1979, per i testi di Roger McKenzie e le matite di Frank Miller. Il personaggio viene poi esplorato negli anni della sua giovinezza nella miniserie del 2007 Battlin Jack Murdock realizzata da Carmine Di Giandomenico e Zeb Wells.
Il suo aspetto varia nel corso delle sue apparizioni, presentandola prevalentemente come una donna caucasica di mezz'età e sovrappeso, anche se nella graphic novel del 1986 Amore e Guerra viene ritratta come afro-americana.

## Altri media
Film
Nel film della 20th Century Fox del 2003 diretto da Mark Steven Johnson, Josie è interpretata da Josie DiVincenzo.
Serie
Josie compare nelle serie televisive Netflix Daredevil e The Defenders e nella serie Daredevil - Rinascita della Disney, sempre interpretata dall'attrice Susan Varon.

## Titoli
- Daredevil
- Devil: Amore e guerra
- Battlin' Jack Murdock